# 殺菌剤 (農薬その他)の一覧
殺菌剤 (農薬その他)の一覧。
医薬品以外の殺菌剤（農薬、工業用、その他）の一覧
凡例：
- 有効成分（一般名または農薬登録における種類名で記載）

代表的な商品名

## 無機硫黄系
- 多硫化石灰（calcium polysulfide）

石灰硫黄合剤
- 硫黄

イオウフロアブル、コロナフロアブル、サルファーゾル、硫黄粉50、硫黄粒剤、サルファグレン

## 有機硫黄系
ジチオカーバメート系ともいう。
- マンゼブまたはマンコゼブ（mancozeb）

ジマンダイセン、グリーンダイセンM
- マンネブ（maneb）

マンネブダイセンM、エムダイファー
- ジネブ（zineb）

ダイセン、ダイファー
- ポリカーバメート（polycarbamate）

ビスダイセン
- アンバム（amobam）

兼商ステンレス
- チウラム（チラムとも）（thiuram）

チウラム、チオノック、ポマゾール「エフ」、アンレス、キヒゲン
- ジラム（ziram）

ジンクメート、コニファー
- ジラム（ziram）とチウラム（thiuram）の両剤を含有するもの

ダイボルト、パルノックス
- 有機ニッケル

サンケル
- プロピネブ

アントラコール
（ここでは「有機硫黄系」と一括して扱っているが、さらに細分化した分類をすることが多い。）

## 無機銅系
- 硫酸銅

硫酸銅、蛇の目印粉状丹礬
- 生石灰

ボルドー液用生石灰、ボルトップ
- 塩基性硫酸銅カルシウム（bordeaux mixture）

ボルドー液（硫酸銅、生石灰で調合）
- 塩基性塩化銅（copper oxychloride）

サンボルドー、クブラビットホルテ、ボルドー
- 塩基性硫酸銅

ICボルドー、Zボルドー
- 水酸化第二銅

コサイドボルドー

## 有機銅系
- DBEDC

サンヨール
- 8-ヒドロキシキノリン銅

オキシンドー、キノンドー、ドキリン、バッチレート
- ノニルフェノールスルホン酸銅

ヨネポン

## 有機水銀系
昭和48年10月29日に農薬登録失効。以降は使用なし。
- MEMC(メトキシエチル塩化水銀)

ウスプルン（水銀製剤１号）
- PMA(酢酸フェニル水銀)

セレサン（塗抹用水銀製剤１号）、ミクロジン、メルクロンダスト（強力リオゲンダスト）

## 有機塩素系
- TPNまたはクロロタロニル（chlorothalonil）

ダコニール、ダコソイル、パスポート

## 有機リン系
- EDDP

ヒノザン
- IBP

キタジンP
- ホセチル

アリエッティ

## カルボキサミド系
- イプロジオン

ロブラール
- プロシミドン

スミレックス

## ベンゾイミダゾール系
- チオファネートメチル（thiophanatemethyl）

トップジンM、トップグラス
- ベノミル（benomyl）

ベンレート

## キャプタン
- キャプタン（captan）

オーソサイド、キャプタン

## エルゴステロール生合成阻害剤
- トリアジメホン

バイレトン
- ビテルタノール

バイコラール
- テトラコナゾール

サルバトーレ、ホクガード、ボンジョルノ、ハナガード
- イミベンコナゾール

マネージ
- ヘキサコナゾール

アンビル
- トリフルミゾール

トリフミン
- ミクロブタニル

ラリー
- ジメトモルフ

フェスティバル
- トリホリン

サプロール
- ジフェノコナゾール

スコア
- シメコナゾール

サンリット

## グアニジン系
- イミノクタジン酢酸塩

ベフラン、カジラン
- イミノクタジンアルベシル酸塩

ベルクート

## チオフェン系
- ペンチオピラド

アフェット、フルーツセイバー

## アニリノピリミジン系
- メパニピリム

フルピカ

## フェニルアミド系
- メタラキシル

リドミル

## 抗生物質
- ストレプトマイシン（streptomycin）

アグレプト、ストマイ、マイシン、ヒトマイシン
- ミルディオマイシン（mildiomycin）

ミラネシン
- カスガマイシン（kasugamicin）

カスミン
- オキシテトラサイクリン（oxytetracycline）

マイコシールド
- ストレプトマイシン（streptomycin）とオキシテトラサイクリン（oxytetracycline）の両剤を含有するもの

アグリマイシン-100
- ブラストサイジンS

ブラエス
- バリダマイシン

バリダシン
- ポリオキシン

ポリオキシン、フランカットスプレー
- オキソリニック酸（oxolinic acid）

スターナ

## 抵抗性誘導剤
- プロベナゾール

オリゼメート、Dr.オリゼ
- カルプロパミド

ウィン
- アシベンゾラル
  - アシベンゾラル-S-メチル

## その他の化学殺菌剤
- オレイン酸ナトリウム（Salts of Oleic Acids）

オレート
- 炭酸水素ナトリウム(baking soda)

ハーモメイト
- 炭酸水素カリウム(Potassium bicarbonate)

カリグリーン
- 次亜塩素酸カルシウム

キャッチャー、ケミクロンG
- 次亜塩素酸ナトリウム

サニーエクリン
- ピロキロン

コラトップ
- トリシクラゾール

ビーム
- イソプロチオラン

フジワン
- フサライド

ラブサイド
- ベンチアゾール

イチバン
- スルフェン酸

ユーパレン
- ジチアノン

デラン

## ストロビルリン系
（有効成分は食用キノコに由来）
- アゾキシストロビン

アミスター
- クレソキシムメチル

ストロビー
- オリサストロビン

嵐

## その他の天然殺菌剤
- シイタケ菌糸体抽出物

レンテミン
- なたね油

ハッパ
- 酢酸(acetic acid)

やさお酢

## 土壌殺菌剤
- ヒドロキシイソキサゾールまたはヒメキサゾール(hymexazol)

タチガレン
- 臭化メチル(methyl bromide)

サンヒューム、アサヒヒューム
- ヨウ化メチル

ヨーカヒューム
- ダゾメット

バスアミド、ガスタード
- クロルピクリン (chloropicrin)

クロールピクリン、ドロクロール、クロピク、ドジョウピクリン、クロピクフロー
- カーバム

NCS、キルパー
- フルスルファミド

ネビジン
- フルアジナム

フロンサイド

## 生物農薬
- 非病原性エルビニア・カロトボーラ（Erwinia carotovora subsp. CarotovoraCGE234M403）

バイオキーパー
- アグロバクテリウム・ラジオバクター・ストレイン84（Agrobacterium radiobactor strain 84）

バクテローズ
- バチルス・ズブチリス（Bacillus subtilis）

アグロケア、インプレッション、ボトキラー、ボトピカ
- タラロマイセス・フラバス

バイオトラスト、タフパール、タフブロック
- シェードモナス・フルオレッセンス

セル苗元気、ベジキーパー
- バチルス・シンプレクス

モミホープ